# Panzerbrigade 5
De Duitse Panzerbrigade 5 was een Duitse Panzerbrigade van de Wehrmacht tijdens de Tweede Wereldoorlog. Deze Panzerbrigade vormde de gepantserde component van een van de oorspronkelijke panzerdivisies, de 4e Panzerdivisie, maar maakte in 1941 ook deel uit van de 3e Panzerdivisie.

## Krijgsgeschiedenis

### Oprichting
Panzerbrigade 5 werd opgericht op 3 november 1938 in Bamberg in Wehrkreis XIII. Het personeel kwam uit afgiften van Panzerbrigade 1, 3 en 4.
In eerste instantie werd de brigade uitgerust met de Panzerkampfwagen I en Panzerkampfwagen II. Pas later volgden betere modellen, de Panzerkampfwagen III en Panzerkampfwagen IV.

### Inzet
De brigade vocht als integraal deel van de 4e Panzerdivisie in de veldtocht in Polen in september 1939 (Fall Weiss) en in de veldtocht in het Westen in mei (Fall Gelb) en juni 1940 (Fall Rot).

Omdat uit de ervaringen van de Franse veldtocht naar voren kwam dat de pantserdivisies toch wel wat log waren en topzwaar in tanks, werd de verhouding tanks-infanterie omgedraaid. Omdat nog maar één panzerregiment per divisie nodig was, werd Panzerregiment 36 in de herfst van 1940 bij de nieuwe 14e Panzerdivisie ingedeeld. Panzerbrigade 5 wisselde op 27 januari 1941 van de 4e Panzerdivisie naar de 3e Panzerdivisie. Met deze panzerdivisie rukte de brigade de Sovjet-Unie in met Operatie Barbarossa op 22 juni 1941. Oprukkend door Wit-Rusland, zijwaartse beweging naar Kiev en vervolgens in Operatie Taifun richting Moskou. Door de sterkt teruglopende tanksterktes, vatten de Duitsers delen van de 3e, 4e en 18e Panzerdivisie op 22 oktober samen onder Panzerbrigade 5 (weer onder bevel van 4e Panzerdivisie) voor de beslissende aanval op Toela. Deze mislukte. De brigade bleef daarna de rest van de winter 1941/42 in de verdediging.

### Einde
Panzerbrigade 5 werd op 21 februari 1942 opgeheven. 

### Slagorde
- Panzerregiment 35
  - 1 september 1939: 2 bataljons, met elk 4 compagnieën (1 staf en 3 lichte)
    - in totaal 99 Panzer I, 64 Panzer II, 0 Panzer III, 6 Panzer IV, 8 PzBefw

  - 10 mei 1940: 2 bataljons, met elk 4 compagnieën (1 staf, 1 medium en 2 lichte)
    - in totaal 65 Panzer I, 50 Panzer II, 20 Panzer III, 12 Panzer IV, 5 PzBefw
- Panzerregiment 36
  - 1 september 1939: 2 bataljons, met elk 4 compagnieën (1 staf en 3 lichte)
    - in totaal 84 Panzer I, 66 Panzer II, 0 Panzer III, 6 Panzer IV, 8 PzBefw

  - 10 mei 1940: 2 bataljons, met elk 4 compagnieën (1 staf, 1 medium en 2 lichte)
    - in totaal 66 Panzer I, 55 Panzer II, 20 Panzer III, 12 Panzer IV, 5 PzBefw
- Panzerregiment 6
  - 22 juni 1941: 3 bataljons, met elk 4 compagnieën (1 staf, 1 medium en 2 lichte)
    - in totaal 58 Panzer II, 110 Panzer III, 32 Panzer IV, 15 PzBefw

## Commandanten
| Rang         | Naam                        | Begin            | Eind             |
| ------------ | --------------------------- | ---------------- | ---------------- |
| Generalmajor | Max von Hartlieb            | 3 november 1938  | 1 december 1939  |
| Generalmajor | Ludwig Ritter von Radlmaier | 1 december 1939  | 15 februari 1940 |
| Oberst       | Hermann Breith              | 15 februari 1940 | 16 december 1940 |
| Oberst       | Victor Leopold Linnarz      | 16 december 1940 | 26 juli 1941     |
| Oberst       | Heinrich Eberbach           | 26 juli 1941     | 21 februari 1942 |